# Jelena Jungier
Jelena Władimirowna Jungier (ros. Елена Владимировна Юнгер, ur. 20 kwietnia?/3 maja 1910 w Petersburgu  – zm. 4 sierpnia 1999 tamże) – aktorka radziecka oraz rosyjska, jedna z czołowych aktorek Leningradzkiego Teatru Komedii.

## Życiorys
Urodziła się w Petersburgu w rodzinie malarza i poety Władimira Jungiera. W wieku 6 lat wstąpiła do gimnazjum żeńskiego. Przez pewien czas chodziła do szkoły Petrischule (niem.: Sankt-Petri-Schule). Roku 1933 zapoznała się z Nikołajem Akimowym. W 1935 roku została przyjęta do Leningradzkiego Teatru Dramatycznego, a od roku 1936 grała w kierowanym przez Nikołaja Akimowa Teatrze Komedii. Dobrze znając języki obce, przetłumaczyła sztuki Petera Ustinova i Edwarda Albee oraz wspomnienia Édith Piaf.

## Życie prywatne
Była małżonką Nikołaja Akimowa, z którym miała córkę Annę.

## Filmografia
- 1935 - Kriestjanie
- 1947 - Kopciuszek
- 1955 - Szerszeń (ros.: Овод)
- 1956 - Sofja Kowalewskaja
- 1961 - Piostryje rasskazy (ros.: Пёстрые рассказы)
- 1995 - Zimniaja wisznia 3\\

## Odznaczenia
- Zasłużona Artystka RFSRR (1946)
- Ludowa Artystka RFSRR (1957)